# جين إيكن هودج
جين إيكن هودج (بالإنجليزية: Jane Aiken Hodge)‏ (4 ديسمبر 1917 - 17 يونيو 2009)؛ كاتِبة وروائية بريطانية.